# Yordi Corsus
Yordi Corus, né le 15 novembre 2005, est un coureur cycliste belge membre de l'équipe Pauwels Sauzen. Il pratique le cyclisme sur route ainsi que le cyclo-cross.

## Biographie

### Carrière
Yordi Corsus commence sa carrière en 2021 avec l’équipe développement Bert Containers, affilié à la formation Pauwels Sauzen. En cyclo-cross, sa discipline phare, il est sacré champion de Belgique et remporte le Krawatencross en catégorie espoirs. La saison suivante, il remporte plusieurs cyclo-cross juniors tout au long de la saison, dont le Druivencross, le Berencross et le Vestingcross. Il se classe également deuxième de la Coupe du Monde juniors derrière Léo Bisiaux en remportant la 4e manche en Espagne. En février, il monte sur le podium des championnats du Monde de cyclo-cross à 17 secondes du vainqueur,. En fin de saison, il signe avec l’équipe Pauwels Sauzen.
En début d'année 2025, il termine 2e du championnat de Belgique de cyclo-cross espoirs, battu au sprint par Aaron Dockx. Dorénavant dans la catégorie U23, il remporte le Flandriencross et le Krawatencross avant de terminer au pied du podium des Championnats d'Europe espoirs.

## Palmarès en cyclo-cross

### Par saison
- 2021-2022
  -  Champion de Belgique de cyclo-cross juniors
  - Krawatencross juniors
  - 7e de la coupe du monde de cyclo-cross juniors
- 2022-2023
  - Druivencross juniors
  - Berencross juniors (en)
  - Kleeperg Cross juniors
  - GP Oisterwijk juniors
  - GP Rouwmoer juniors
  - Noordzeecross juniors
  - Vestingcross juniors
  - 2e de la coupe du monde de cyclo-cross juniors
  - 3e du championnat du monde de cyclo-cross juniors
- 2023-2024
  - 8e du championnat du monde de cyclo-cross espoirs
- 2024-2025
  - Flandriencross espoirs
  - Krawatencross espoirs
  - 2e du X²O Badkamers Trofee espoirs
  - 2e du championnat de Belgique de cyclo-cross espoirs
  - 4e du championnat d'Europe de cyclo-cross espoirs
  - 4e de la coupe du monde de cyclo-cross espoirs